# Viktor Lvovich Korchnoi
Viktor Lvovich Korchnoi  (tiếng Nga: Ви́ктор Льво́вич Корчно́й; 23 tháng 3 năm 1931 – 6 tháng 6 năm 2016) là một đại kiện tướng cờ vua Liên Xô (trước năm 1976) và Thụy Sĩ (sau năm 1980). Ông được coi là một trong những kỳ thủ mạnh nhất chưa từng trở thành nhà vô địch cờ vua thế giới.
Sinh ra tại Leningrad, Liên Xô, Korchnoi đào tẩu sang Hà Lan năm 1976, và cư trú tại Thụy Sĩ từ năm 1978, sau này trở thành công dân Thụy Sĩ. Korchnoi đã thi đấu bốn trận, ba trong số đó là chính thức, gặp Anatoly Karpov. Năm 1974, ông thua Karpov trong trận chung kết Ứng cử viên, người được tuyên bố là nhà vô địch thế giới năm 1975 khi GM Bobby Fischer từ chối bảo vệ danh hiệu của mình. Korchnoi sau đó đã thắng liên tiếp hai vòng đấu Ứng cử viên để đủ điều kiện tham dự các trận đấu tranh chức vô địch thế giới với Karpov vào các năm 1978 và 1981, nhưng thua cả hai trận. Hai kỳ thủ cũng đã chơi một trận đấu tập kéo dài 6 ván vào năm 1971.
Korchnoi là ứng cử viên cho chức vô địch thế giới trong mười lần (1962, 1968, 1971, 1974, 1977, 1980, 1983, 1985, 1988 và 1991). Ông cũng 4 lần là nhà vô địch cờ vua của Liên Xô, 5 lần là thành viên của các đội Liên Xô giành chức vô địch châu Âu và 6 lần là thành viên của các đội Liên Xô vô địch Olympic cờ vua. Tháng 9 năm 2006, ông giành chức Vô địch Cờ vua Cao tuổi Thế giới.

## Tuổi thơ, gia đình và giáo dục
Korchnoi sinh ngày 23 tháng 3 năm 1931 tại Leningrad, Liên Xô, với mẹ là người Do Thái và cha là người Công giáo Ba Lan. Mẹ ông, Zelda Gershevna Azbel (1910—?), Con gái của nhà văn Yiddish Hersh Azbel, là nghệ sĩ dương cầm và cựu sinh viên của Nhạc viện Leningrad; cha của ông, Lev Merkuryevich Korchnoi (1910-1941), là một kỹ sư, từng làm việc tại một nhà máy sản xuất kẹo.
Cả cha và mẹ đều đến Leningrad cùng gia đình từ Ukraine vào năm 1928: mẹ từ Borispol và cha từ Melitopol. Sau khi ly hôn, Viktor sống với mẹ cho đến năm 1935, sau đó với cha, bà nội và sau đó là mẹ nuôi Roza Abramovna Fridman (người đã nhận trách nhiệm nuôi dưỡng ông khi cha của Viktor bị giết trong cuộc bao vây Leningrad năm 1941, và sau đó sống với ông ở Thụy Sĩ).
Ông tốt nghiệp Đại học Tổng hợp Leningrad chuyên ngành lịch sử.

## Phát triển cờ vua ban đầu
Korchnoi học chơi cờ vua từ cha mình khi mới 5 tuổi. Năm 1943, ông tham gia câu lạc bộ cờ vua của Cung điện Tiên phong Leningrad, và được đào tạo bởi Abram Model, Andrei Batuyev và Vladimir Zak. Người mẫu trước đó đã đóng một vai trò quan trọng trong sự phát triển của nhà vô địch thế giới tương lai Mikhail Botvinnik, trong khi Zak, người sau này đồng tác giả một cuốn sách với Korchnoi, cũng đã giúp đào tạo nhà vô địch thế giới tương lai Boris Spassky.

### Vô địch trẻ toàn Liên Xô
Năm 1947, Korchnoi giành chức vô địch Junior của Liên Xô, với số điểm 11½ /15 tại Leningrad, và chia sẻ danh hiệu này vào năm 1948 với 5/7 tại Tallinn, Estonia.

### Kiện tướng Liên Xô
Năm 1951, ông giành được danh hiệu Kiện tướng Liên Xô, sau khi về đích ở vị trí thứ hai trong Giải vô địch Leningrad 1950, với điểm số 9/13.

### Trận chung kết đầu tiên trong giải toàn Liên Xô
Một năm sau, Korchnoi lần đầu tiên lọt vào vòng chung kết Giải vô địch cờ vua Liên Xô. Trong trận bán kết tại Minsk, năm 1952, ông ghi được 10½ /17 điểm, đạt vị trí thứ 2-4 chung cuộc, để đi tiếp. Trong trận chung kết Liên Xô lần thứ 20, được tổ chức tại Moscow, ông đã giành được 11/19 điểm, đứng vị trí thứ sáu, khi GM Mikhail Botvinnik và GM Mark Taimanov về nhất. Năm tiếp theo, anh lại phải vượt qua vòng bán kết được tổ chức tại Vilnius 1953, với vị trí thứ 3 - 4 chung cuộc. Korchnoi đã cải thiện so với năm trước với việc chia sẻ vị trí thứ 2-3 trong URS-ch21 tại Kiev 1954, vào ngày 13/19, với Yuri Averbakh giành chiến thắng.

## Ứng cử viên vô địch thế giới
Cuộc đua giành quyền tham dự chung kết vô địch thế giới của Korchnoi bắt đầu từ năm 1962. Tại Stockholm năm đó ông giành được 14/22 điểm và xếp đồng hạng 4–5. Năm 1967 tại giải liên vùng Sousse, Korchnoi đồng hạng hai (thắng Samuel Reshevsky +3=5 ở tứ kết, thắng Tal +2=7–1 ở bán kết, trước khi thua Spassky). Ở giải ứng cử viên 1971, Korchnoi thắng Efim Geller (+4=3–1), nhưng thua Petrosian. Năm 1973, Korchnoi đồng hạng nhất với Karpov ở giải liên vùng Leningrad (+11=5–1), đánh bại Mecking (+3=9–1) và Petrosian (+3=1–1, bỏ cuộc). Năm 1974, Korchnoi thua sát nút Karpov (+2=19–3), và sau đó Karpov đã giành chức vô địch thế giới khi Fischer từ chối không đấu.
Năm 1977 Korchnoi lần lượt thắng Petrosian (+2=9–1), Lev Polugaevsky (+5=7–1) và Spassky (+7=7–4) để giành quyền thách đấu với đương kim vô địch Karpov, nhưng lại bị thua sát nút (+5=21–6) 1978.
Năm 1980, một lần nữa Korchnoi có cơ hội đối mặt với nhà vô địch, sau khi toàn thắng trong các trận đấu ứng cử viên: vượt qua Petrosian (+3=9–2), Polugayevsky (+3=9–2) và Hübner (+3=3–2, bỏ cuộc). Tuy nhiên, năm sau đó tại Merano, Korchnoi bị thua đậm Karpov. Trong lần ứng cử tiếp theo (1983), mặc dù đã đánh bại Lajos Portisch ở tứ kết (+4=4–1) nhưng Korchnoi bị thua kiện tướng trẻ tài năng Kasparov.
Năm 1988, Korchnoi có cơ hội trở thành ứng viên nhưng sau khi hòa Hjartarson (+2=2–2), ông đã để thua trong hai trận phân định tiếp theo. Năm 1991, là một ứng cử viên, Kortchnoi đã vượt qua Gyula Sax (+2=7–1) nhưng thất thủ trước Jan Timman.
Giữa những vòng đấu ứng viên như vậy, Korchnoi thường thi đấu tốt ở các giải quốc tế khác nhau. Korchnoi có lối chơi năng động, và luôn muốn giải quyết ván đấu đến cùng thay vì đồng ý hòa sớm.

## Rời khỏi Liên Xô
Năm 1976 Korchnoi rời khỏi Liên Xô và tiếp theo đó nhiều năm là mục tiêu chỉ trích công khai của nhiều người đối địch. Ban đầu ông di cư sang Hà Lan và giành chức vô địch Hà Lan (1977), nhưng sau đó định cư lâu dài ở Thụy Sĩ (vô địch Thụy Sĩ các năm 1982, 1984, 1985) và thi đấu Olympiad dưới màu cờ Thụy Sĩ từ năm 1978 trở đi.
Lúc cuối đời, dù đã cao tuổi (khoảng 80 tuổi) nhưng Korchnoi vẫn tham gia các giải đấu cờ, từ những giải đỉnh cao cho đến các giải dành cho lão tướng.
Ông qua đời ngày 6 tháng 6 năm 2016 tại Wohlen.